# Glottidium vesicarium
Glottidium vesicarium là một loài thực vật có hoa trong họ Đậu. Loài này được (Jacq.) R.M.Harper mô tả khoa học đầu tiên.